# 福島蓮
福島 蓮（ふくしま れん、2003年4月25日 - ）は、青森県八戸市出身のプロ野球選手（投手）。右投右打。北海道日本ハムファイターズ所属。

## 経歴

### プロ入り前
八戸市立青潮小学校4年時に青潮ファイターズで野球を始め、八戸市立湊中学校では軟式野球部に所属。
青森県立八戸西高等学校入学時は遊撃手だったが、監督やコーチに才能を見出され、投手の練習を本格的に始める。1年春からベンチ入り。外部コーチを務める同校OBの元プロ野球選手である中村渉の指導を受け成長。2年秋からエースとなり、創部以来初出場した東北大会では初戦の福島商戦を7回3失点完投でコールド勝ち。準々決勝で花巻東を相手に敗れはしたものの9回を4安打2失点と善戦し、東北大会ベスト8の原動力となった。チームは第93回選抜高等学校野球大会に21世紀枠で初出場。1回戦で同じく21世紀枠で選出された具志川商と対戦し先発したが、5回5失点で降板しチームは敗退した。3年夏の青森県大会は準々決勝で八戸工大一にサヨナラ負けを喫し、春夏連続出場はできなかった。
2021年10月11日に行われたドラフト会議にて、北海道日本ハムファイターズから育成1位指名を受けた。担当スカウトは白井康勝。12月4日に本契約を結び、推定年俸は260万円。翌5日には背番号が121となることが発表された。

### 日本ハム時代
2022年は1日1キロ以上の白米を毎日食べる“食トレ”を行い、4月10日のイースタン・リーグ公式戦で実戦デビュー。自己最速を4km/h更新し、1奪三振を含む3者凡退に抑えた。シーズン最終登板では公式戦初先発も経験し、ルーキーイヤーは二軍で14試合（1先発）に登板し、1勝0敗・防御率5.06を記録。オフに現状維持となる推定年俸260万円で契約を更改した。
2023年はストレートの最速を152km/hまで伸ばし、イースタン・リーグでは17試合（9先発）の登板で4勝2敗・防御率2.79を記録。オフに70万円増となる推定年俸330万円で契約を更改した。
2024年はキャンプ期間中の練習試合や春季教育リーグで好投を見せ、3月14日に支配下登録することが発表された。背番号は94に、推定年俸は540万円に変更となる。支配下登録の会見時には監督の新庄剛志からスーツやサングラス、整髪料がサプライズで贈られた。4月17日に出場選手登録され、同日の福岡ソフトバンクホークス戦（エスコンフィールドHOKKAIDO）で先発投手として一軍初登板を果たす。初回から2失点を喫したものの、それ以上は点を与えず、72球、被安打4、奪三振5で5回を投げ抜いた（勝ち負けつかず）。育成ドラフトで入団した選手が一軍の先発投手を務めたのは、球団では福島が初めてだった。5度目の先発となった6月2日の横浜DeNAベイスターズ戦でプロ初勝利を挙げた。日本ハムに於いて育成ドラフトで入団した選手で初の勝利投手となった。

## 選手としての特徴・人物
身長190cmの長身から投げ下ろす、キレと伸びのある最速153km/hの直球とフォークを武器とする右腕。日本ハムは将来的には先発投手としての活躍を期待している。
日本ハム入団当初は身長190cmに対して体重が65kgと線の細さが際立っていたが、2024年の支配下登録時までの約2年間で体重を10kg以上増加させ、最高球速も144km/hから153km/hまで上昇した。
高校時代の指導者は福島の性格について「いい意味で深く考えていない。切り替えが抜群に早い。悪い結果を引きずるようなタイプじゃない」といった点から投手向きの性格と評する。

## 詳細情報

### 年度別投手成績
| 年 度     | 球 団     | 登 板 | 先 発 | 完 投 | 完 封 | 無 四 球 | 勝 利 | 敗 戦 | セ 丨 ブ | ホ 丨 ル ド | 勝 率 | 打 者 | 投 球 回 | 被 安 打 | 被 本 塁 打 | 与 四 球 | 敬 遠 | 与 死 球 | 奪 三 振 | 暴 投 | ボ 丨 ク | 失 点 | 自 責 点 | 防 御 率 | W H I P |
| --------- | --------- | ----- | ----- | ----- | ----- | -------- | ----- | ----- | -------- | ----------- | ----- | ----- | -------- | -------- | ----------- | -------- | ----- | -------- | -------- | ----- | -------- | ----- | -------- | -------- | ------- |
| 2024      | 日本ハム  | 12    | 12    | 0     | 0     | 0        | 2     | 3     | 0        | 0           | .400  | 249   | 61.0     | 51       | 6           | 17       | 0     | 3        | 35       | 1     | 0        | 33    | 24       | 3.54     | 1.11    |
| 通算：1年 | 通算：1年 | 12    | 12    | 0     | 0     | 0        | 2     | 3     | 0        | 0           | .400  | 249   | 61.0     | 51       | 6           | 17       | 0     | 3        | 35       | 1     | 0        | 33    | 24       | 3.54     | 1.11    |

- 2024年度シーズン終了時

### 年度別守備成績
| 年 度 | 球 団    | 投手  | 投手  | 投手  | 投手  | 投手  | 投手     |
| 年 度 | 球 団    | 試 合 | 刺 殺 | 補 殺 | 失 策 | 併 殺 | 守 備 率 |
| ----- | -------- | ----- | ----- | ----- | ----- | ----- | -------- |
| 2024  | 日本ハム | 12    | 0     | 5     | 0     | 0     | 1.000    |
| 通算  | 通算     | 12    | 0     | 5     | 0     | 0     | 1.000    |

- 2024年度シーズン終了時

### 記録
初記録
- 初登板・初先発登板：2024年4月17日、対福岡ソフトバンクホークス4回戦（エスコンフィールドHOKKAIDO）、5回2失点で勝敗つかず
- 初奪三振：同上、1回表に周東佑京から空振り三振
- 初勝利・初先発勝利：2024年6月2日、対横浜DeNAベイスターズ3回戦（エスコンフィールドHOKKAIDO）、7回2失点[26]

### 背番号
- 121（2022年 - 2024年3月13日）
- 94（2024年3月14日 - ）